# كرات البذور

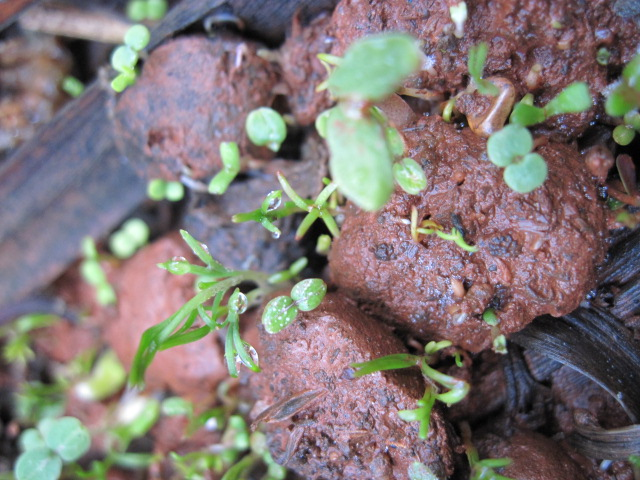
كرة البذور المنبتة

كرات البذور، والمعروفة أيضًا باسم «كرات الأرض» أو ناندو دانغو في اليابانية. تتكون هذه الكرات من مجموعة متنوعة من البذور المختلفة المخلوطة في الكرة الطينية، ويفضل الطين الأحمر البركاني في خليط الطين والبذور، يمكن إضافة مواد مضافة مختلفة، مثل الدبال أو السماد، حيث يتم اضافتها لتوضع في مركز الكرة الطينية لتوفير خلق البيئة البكتيرية المناسبة. وفي بعض الأحيان يتم خلط العجين (بذور +طين +سماد) في بعض الالياف القطنية أو الورق النباتي (مثلا: قش) من أجل تقويته وزيادة صلابته. يعمل الغلاف الصلب على حماية البذور الموجودة في الداخل من الطيور والحيوانات الجائعة، فبدون هذا الغلاف الصلب يمكن للبذور أن تظهر على سطح التربة وتتعرض للجفاف من خلال تعرضها لأشعة الشمس أو تنجرف مع الرياح الشديدة أو الأمطار الغزيرة. مما يؤدي إلى تقليص كمية البذور التي نتركها لتنمو في التربة.

## الاكتشاف
تم إعادة اكتشاف تقنية إنشاء كرات البذور من قبل فيلسوف الزراعة الطبيعية ماسانوبو فوكوكا الياباني الذي كان يعتبر الأب الروحي للزراعة الطبيعية والذي نادى لاستخدام أساليب الزراعة دون استخدام الحراثة على الطريقة التقليدية للعديد من السكان الأصليين. واستخدم أسلوبه الثوري في الزراعة بالزراعة الطبيعية أو «الزراعة دون استخدام أي شيء».
مع العلم انه تم استخدام هذه التقنية في مصر القديمة لإصلاح المزارع بعد الفيضان السنوي لنهر النيل. اما في العصر الحديث، وخلال فترة الحرب العالمية الثانية، أراد هذا العالم فوكوكا والذي عاش في جزيرة شيكوكو الجبلية، العثور على تقنية من شأنها زيادة إنتاج الغذاء، حيث قام حينها بإعادة إحياء واكتشاف كرات البذور.

## آلية الإعداد المبدئية لكرات البذور
حصة واحدة: بذور جافة تخلط مع جميع أنواع النباتات المطلوبة
٣ حصص: سماد جاف (ممكن إضافة الميكروبات الفطرية) للتربة (بالإضافة إلى 10٪ طارد طبيعي).
٥ حصص: طين أحمر جاف، ناعم ومنخول، لا ينصح بوضع طين رمادي أو أبيض.
تخلط المكونات الجافة، وتخلط البذور مع التربة المغربلة، ثم الطين، ثم نضيف:
حصة أو حصتين من الماء- الماء يضاف بكميات قليلة جدا في كل مرة حتى يصبح مزيج الطين قابلاً للتدوير (عمل كرات) بسهولة.
من المهم ترك الكرات لتجف في مناطق فيها ظل، وليس تحت أشعة الشمس المباشرة.